# Sinopliosaurus
Sinopliosaurus es un género representado por una única especie de plesiosaurio pliosauroide, que vivió en el período Cretácico, hace aproximadamente 110 y 100 millones de años, entre el Aptiense y Albiense, en lo que ahora es China. El holotipo, IVPP V4793, se encontró en la Formación Napai, en Fusui, China.
Sinopliosaurus fusuiensis, descrito originalmente como un Sauropterygia, en 2008, Buffetaut, E., Suteethorn, V., Tong, H. & Amiot, R., lo han descrito como un espinosáurido pariente del Siamosaurus de Tailandia. Esta identificación extiende el rango geográfico en Asia de los espinosáuridos a China además de Tailandia y Japón.